# Matías Malán
Matías Malán, vollständiger Name Matías Federico Malán Arenas, (* 11. März 1993 in Nueva Helvecia) ist ein uruguayischer Fußballspieler.

## Karriere
Der 1,81 Meter große Defensivakteur Malán ist der Bruder der beiden Fußballprofis Cristian Malán und Gonzalo Malán. Er wechselte Anfang Oktober 2013 auf Leihbasis vom in Montevideo ansässigen Verein Sud América zum Zweitligisten Rocha FC. Beim Klub aus dem Osten Uruguays lief er in den Spielzeiten 2013/14 und 2014/15 jeweils 18-mal in der Segunda División auf. Ein Tor erzielte er nicht. In der Zweitligaspielzeit 2015/16 stehen für ihn 17 Ligaeinsätze (kein Tor) zu Buche.